# Cortebarbe
Cortebarbe, aussi appelé Courtebarbe, est un trouvère picard du XIIIe siècle, possiblement originaire de Compiègne. Il est connu en tant qu'auteur du fabliau Les Trois aveugles de Compiègne.

« Cortebarbe acest fabel fet,
Si croi bien qu’encor l’en soviegne.
Il avint ja defors Compiegne
Troi avugle un chemin aloient. »